# Powiat kolbuszowski
Powiat kolbuszowski – powiat w Polsce (województwo podkarpackie), utworzony w 1999 roku w ramach reformy administracyjnej. Jego siedzibą jest miasto Kolbuszowa, będące jedynym miastem w powiecie.
Z powiatem kolbuszowskim sąsiaduje sześć powiatów: mielecki, niżański, ropczycko-sędziszowski, rzeszowski, tarnobrzeski i stalowowolski.
Według danych z 31 grudnia 2019 roku powiat zamieszkiwało 62 246 osób. Natomiast według danych z 30 czerwca 2020 roku powiat zamieszkiwało 62 196 osób.

## Podział administracyjny
W skład powiatu wchodzą:
- gminy miejsko-wiejskie: Kolbuszowa
- gminy wiejskie: Cmolas, Dzikowiec, Majdan Królewski, Niwiska, Raniżów
- miasta: Kolbuszowa

## Demografia

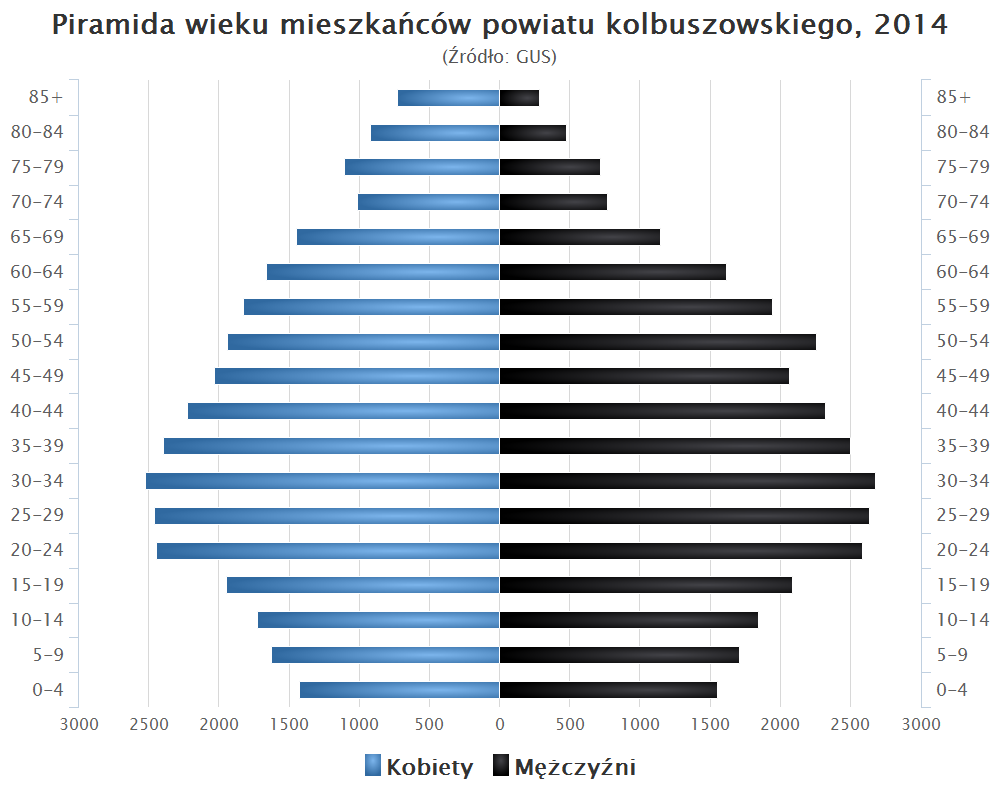
Piramida wieku mieszkańców powiatu kolbuszowskiego w 2014 roku

Liczba ludności (dane z 31 grudnia 2011):
|        | Ogółem | Ogółem | Kobiety | Kobiety | Mężczyźni | Mężczyźni |
| osób   | %      | osób   | %       | osób    | %         |           |
| ------ | ------ | ------ | ------- | ------- | --------- | --------- |
| Ogółem | 62 846 | 100    | 31 459  | 50,06   | 31 387    | 49,94     |
| Miasto | 9391   | 14,94  | 4821    | 7,67    | 4570      | 7,27      |
| Wieś   | 53 455 | 85,06  | 26 638  | 42,39   | 26 817    | 42,67     |

▶Wieś vs ▶miasto
Ogółem (▶k, ▶m)
Miasto (▶k, ▶m)
Wieś (▶k, ▶m)

## Starostowie kolbuszowscy
- Zbigniew Lenart (1999–2002) (AWS)
- Bogdan Romaniuk (2002–2006) (LPR)
- Józef Kardyś (od 2006) (PiS)

## Sąsiednie powiaty
- powiat tarnobrzeski
- powiat stalowowolski
- powiat niżański
- powiat rzeszowski
- powiat ropczycko-sędziszowski
- powiat mielecki